# Kim Dong-hyun (cantante)
Kim Dong-hyun (en coreano: 김동현; Daejeon, 17 de septiembre de 1998), también conocido simplemente como Donghyun, es un cantante y actor surcoreano. Es conocido por su participación en el reality show de competencia Produce 101 Temporada 2. Más tarde debutó como parte del dúo musical MXM. Es miembro del grupo masculino surcoreano AB6IX.

## Biografía
Kim Dong-hyun nació el 17 de septiembre de 1998 en Daejeon, Corea del Sur. Tiene un hermano mayor, una hermana mayor y un hermano gemelo fraterno mayor, lo que lo convierte en la persona más joven de su familia. Antes de aparecer en la segunda temporada de Produce 101, Kim entrenó durante once meses. Fue aprendiz en JYP Entertainment antes de pasar la audición de Brand New Music y unirse a ellos como aprendiz a fines de 2016.
Kim era estudiante en la escuela secundaria Namdaejeon.

## Carrera

### 2017-2018:Produce 101y MXM
A mediados de 2017, Kim participó en Produce 101 Season 2, un reality show de competencia diseñado para formar un grupo de chicos temporal compuesto por 11 miembros elegidos por el público entre 101 concursantes. Representó a Brand New Music junto con otros tres aprendices. Finalmente fue eliminado del programa, terminando en el puesto 28 en general en el episodio 10.
El 12 de julio de 2017, Brand New Music anunció que Kim y Lim Young-min, uno de sus compañeros de agencia que también se unió a Produce 101, harían su debut como un dúo de proyecto y prelanzaron un sencillo debut dentro del mismo mes antes de lanzar un extended play a fines de agosto. Se revela que el nombre de la unidad del proyecto es MXM, que era un acrónimo de "Mix & Match". Lanzaron su sencillo debut, Good Day el 27 de julio, que incluía la canción principal y "I Just Do", una canción que fue coproducida por Kim. Unas semanas después, el 6 de septiembre, lanzaron su EP debut, Unmix.
El 15 de marzo de 2018, protagonizó el papel principal masculino en el video musical de la canción de Lee Kang "In Vain (feat. Yang Da-il )". También apareció como cameo en el vídeo musical de Gree para la canción "Dangerous".

### 2019-presente: AB6IX y trabajos en solitario
A principios de 2019, Brand New Music anunció que Kim, junto con sus compañeros de Produce 101 y la incorporación de otro aprendiz, se unirían a la formación del nuevo grupo de chicos de la agencia llamado AB6IX. El 22 de mayo, el grupo debutó con su EP, B:Complete, que incluía "Shining Stars", una canción que fue coproducida por Kim.
A principios de 2021, Kim protagonizó uno de los protagonistas masculinos de una serie web llamada Fling at Convenience Store . También cantó la banda sonora de la serie, que fue coproducida por él. En abril de 2021, se confirmó que Kim sería parte del elenco de la serie de televisión de SBS Let Me Be Your Knight. Interpretará el papel de Woo Ga-on, el tecladista y miembro más joven de LUNA.

## Discografía

### Canciones
| Título                                                                                       | Año                    | Posiciones más altas en los gráficos | Álbum                          |
| Título                                                                                       | Año                    | COR                                  | Álbum                          |
| Como artista principal                                                                       | Como artista principal | Como artista principal               | Como artista principal         |
| -------------------------------------------------------------------------------------------- | ---------------------- | ------------------------------------ | ------------------------------ |
| "Naturally Curly" (천연 곱슬)                                                                | 2018                   | —                                    | More Than Ever                 |
| "Serenade" (세레나데)                                                                        | 2018                   | —                                    | One More                       |
| "More" (더 더)                                                                               | 2020                   | —                                    | 5nally                         |
| "Venus"                                                                                      | 2022                   | 183                                  | Complete with You              |
| Como artista destacado                                                                       |                        |                                      |                                |
| "Together Forever" (Adora feat. Kim Dong-hyun)                                               | 2022                   | —                                    | Sencillo sin álbum             |
| Promocional                                                                                  |                        |                                      |                                |
| "Playlist" (con varios artistas)                                                             | 2021                   | —                                    | Sencillo sin álbum             |
| Apariciones en bandas sonoras                                                                |                        |                                      |                                |
| "Some" (썸탈래 나랑)                                                                         | 2021                   | 173                                  | Fling at Convenience Store OST |
| "—" indica los lanzamientos que no llegaron a las listas o que no se lanzaron en esa región. |                        |                                      |                                |

### Créditos como compositor
Todos los créditos de las canciones están adaptados de la base de datos de la Asociación de Derechos de Autor de Música de Corea, a menos que se indique lo contrario.
| Año  | Canción                                      | Artista(s)     | Álbum                          |      |             |     |       |
| ---- | -------------------------------------------- | -------------- | ------------------------------ | ---- | ----------- | --- | ----- |
| Año  | Canción                                      | Artista(s)     | Álbum                          | 2017 | "I Just Do" | MXM | Unmix |
| 2018 | "Checkmate"                                  | More Than Ever |                                |      |             | MXM |       |
| 2018 | "Without U"                                  | More Than Ever |                                |      |             | MXM |       |
| 2018 | "Naturally Curly" (천연 곱슬)                | More Than Ever |                                |      |             | MXM |       |
| 2018 | "Gone Cold" (식어버린 온도)                  | More Than Ever |                                |      |             | MXM |       |
| 2018 | "You Look So Different" (다르게 보여)        | One More       |                                |      |             | MXM |       |
| 2018 | "Serenade" (세레나데)                        | One More       |                                |      |             | MXM |       |
| 2019 | "Shining Stars" (별자리)                     | AB6IX          | B:Complete                     |      |             |     |       |
| 2019 | "_And Me"                                    | AB6IX          | 6ixense                        |      |             |     |       |
| 2019 | "Pretty" (이쁨이 지나치면 죄야 죄)           | AB6IX          | 6ixense                        |      |             |     |       |
| 2019 | "Deep Inside"                                | AB6IX          | 6ixense                        |      |             |     |       |
| 2020 | "More" (더 더)                               | Kim Dong-hyun  | 5nally                         |      |             |     |       |
| 2020 | "Maybe" (이게 그리움이 아니라면 대체 뭐겠어) | AB6IX          | Salute                         |      |             |     |       |
| 2021 | "Some" (썸탈래 나랑)                         | Kim Dong-hyun  | Fling at Convenience Store OST |      |             |     |       |
| 2021 | "3""                                         | AB6IX          | Mo' Complete                   |      |             |     |       |
| 2022 | "Venus"                                      | Kim Dong-hyun  | Complete With You              |      |             |     |       |
| 2022 | "We Could Love"                              | AB6IX          | A to B                         |      |             |     |       |

## Filmografía

### Series de televisión
| Año       | Título                | Papel     | Notas           | Ref.          |
| --------- | --------------------- | --------- | --------------- | ------------- |
| 2021-2022 | Let Me Be Your Knight | Woo Ga-on | Papel principal | [ 22 ] [ 23 ] |

### Series web
| Año  | Título                     | Papel         | Notas           | Ref.          |
| ---- | -------------------------- | ------------- | --------------- | ------------- |
| 2021 | Fling at Convenience Store | Kim Dong-hyun | Papel principal | [ 19 ] [ 20 ] |

### Programas de televisión
| Año  | Título                  | Papel       | Notas                   | Ref.              |
| ---- | ----------------------- | ----------- | ----------------------- | ----------------- |
| 2017 | Produce 101 Temporada 2 | Concursante | Terminó en el puesto 28 | [ 7 ] [ 8 ] [ 9 ] |

### Programas de radio
| Año           | Título | Papel | Notas                                        | Ref.   |
| ------------- | ------ | ----- | -------------------------------------------- | ------ |
| 2022-presente | Listen | DJ    | 17 de julio de 2022-presente; con Jeon Woong | [ 25 ] |

### Vídeos musicales
| Año  | Título | Artista(s)    | Director(es)  | Ref.   |
| ---- | ------ | ------------- | ------------- | ------ |
| 2020 | "More" | Kim Dong Hyun | Desert Beagle | [ 26 ] |